# Embène
Die Embène ist ein kleiner Fluss im französischen Zentralmassiv, der im Département Cantal der Region Auvergne-Rhône-Alpes östlich der Stadt Aurillac verläuft.

## Geografie

### Verlauf
Die Embène entspringt unter dem Namen Ruisseau de Caizac am Südrand des Regionalen Naturparks Volcans d’Auvergne im Gemeindegebiet von Vic-sur-Cère, entwässert mit einem Haken über Südwest generell Richtung Südsüdwest durch die Landschaft des Carladès und mündet nach insgesamt rund 16 Kilometern im Gemeindegebiet von Labrousse als rechter Nebenfluss in die Rasthène.

### Orte am Fluss
(Reihenfolge in Fließrichtung)
- Vernet, Gemeinde Vic-sur-Cère
- Les Huttes, Gemeinde Polminhac
- Badailhac
- Caizac, Gemeinde Saint-Étienne-de-Carlat
- Carlat
- Le Dat, Gemeinde Labrousse
- Calves, Gemeinde Carlat
- Lavergne, Gemeinde Labrousse